# Stuart Ramsay
Stuart Ramsay és un periodista britànic que actualment és corresponsal en cap de Sky News. És el corresponsal estranger que porta més temps a Sky.
Es va graduar a la Universitat d'East Anglia el 1985. Va obtenir un Doctorat Honoris Causa en Dret Civil per la seva universitat l'any 2018.

## Trajectòria
Durant la batalla de Mossul, Ramsay es trobava directament al costat d'un cotxe bomba d'ISIL que va explotar mentre ell i el seu càmera estaven gravant imatges d'un dron iraquià llançant granades a les posicions de l'ISIL. Van resultar il·lesos, però entre 20 i 30 soldats iraquians podrien haver mort, així com diversos vehicles van ser destruïts, inclòs un Humvee i un tanc.
El març de 2020, va ser el primer periodista de televisió que va informar des de l'interior d'un hospital durament afectat per la pandèmia de coronavirus a Itàlia, realitzant el seu reportatge de vídeo per un hospital molt atapeït mentre portava un vestit de cos sencer per evitar contagiar-se. La notícia va guanyar els British Journalism Awards 2020 al millor "Periodisme estranger"; els jutges van dir que la cobertura de Ramsay sobre el brot de coronavirus a Itàlia va ser "un informe molt valent que podia haver canviat el pensament de molta gent" i "la història que va portar l'impacte del coronavirus a casa". Van dir que la seva "narració va ser fantàstica" i que els seus informes "varen colpejar el públic als ulls i van despertar a Gran Bretanya sobre la gravetat d'aquesta pandèmia".
A l'agost de 2021 va informar des de la capital afganesa durant la caiguda de Kabul.
El 28 de febrer de 2022 va ser ferit a trets mentre informava prop de Kíev durant la invasió russa d'Ucraïna.
Ha guanyat dos premis Emmy, ha rebut quatre nominacions als BAFTA, una Ninfa d'Or del Montecarlo Film Award, el periodista de l'any del London Press Club i tres premis de la Royal Television Society.